# SN 2002af
SN 2002af – supernowa odkryta 9 stycznia 2002 roku w galaktyce A105229+5739. W momencie odkrycia miała maksymalną jasność 24,60m.